# Hansen Tomas
Hansen Tomas, artiestennaam van Hans Tomassen (Apeldoorn, 1 maart 1987), is een Nederlandse zanger, songwriter en muziekproducent. Hansen verwierf in 2008 nationale bekendheid met de singles 1000 en 1 gedachten en Wat een dag. 

## Carrière
Tomassen is de jongste van een tweeling. Hij leerde gitaar en piano spelen van zijn vader en oudere broer; professionele zang- of muziekles volgde hij niet. In 2003 nam hij deel aan een auditie voor een internationale popgroep. Het artiestenmanagement was onder de indruk en Tomassen tekende zijn eerste platencontract en nam een album op. In 2020 tekende hij bij een nieuw management: BRNDRZ.. Eind 2020 schreef en componeerde hij voor zanger Tino Martin een gouden plaat.

## Discografie

### Albums
| Album met eventuele hitnotering(en) in de Nederlandse Album Top 100 | Datum van verschijnen | Datum van binnenkomst | Hoogste positie | Aantal weken | Opmerkingen |
| ------------------------------------------------------------------- | --------------------- | --------------------- | --------------- | ------------ | ----------- |
| Stad & land                                                         | 08-2008               | 30-08-2008            | 44              | 3            |             |
| Wie ik ben                                                          | 20-05-2011            |                       |                 |              |             |

### Singles
| Single met eventuele hitnotering(en) in de Nederlandse Top 40 | Datum van verschijnen | Datum van binnenkomst | Hoogste positie | Aantal weken | Opmerkingen                 |
| ------------------------------------------------------------- | --------------------- | --------------------- | --------------- | ------------ | --------------------------- |
| 1000 en 1 gedachten                                           | 05-2008               | 24-05-2008            |                 |              | Nr. 16 in de Single Top 100 |
| Wat een dag                                                   | 08-2008               | 23-08-2008            | tip6*           |              |                             |
| Beeld zonder geluid                                           | 03-2009               | 07-03-2009            |                 |              | Nr. 27 in de Single Top 100 |
| Iets                                                          | 22-10-2010            |                       |                 |              |                             |
| Wat moet ik doen                                              | 26-06-2020            |                       |                 |              |                             |
| De bom                                                        | 18-02-2021            |                       |                 |              |                             |
| Hard To Get                                                   | 25-06-2021            |                       |                 |              |                             |
| Monsters                                                      | 01-10-2021            |                       |                 |              |                             |